# تپه چهرگان
تپه چهرگان مربوط به هزاره اول قبل از میلاد است و در شهرستان شبستر، بخش مرکزی، روستای چهرگان واقع شده و این اثر در تاریخ ۷ مهر ۱۳۸۱ با شمارهٔ ثبت ۶۲۶۸ به‌عنوان یکی از آثار ملی ایران به ثبت رسیده است.